# Lista de prefeitos de Sertanópolis
Esta é a lista de prefeitos e vice-prefeitos do município de Sertanópolis, estado brasileiro do Paraná.
| Nº | Nome                                | Imagem | Partido                           | Vice-prefeito                    | Início do mandato       | Fim do mandato                                        | Observações                                   |
| 1  | Luiz Deliberador                    |        | PRP                               | —                                | 1° de janeiro de 1928   | 13 de fevereiro de 1929                               | Prefeito nomeado                              |
| 2  | Garibaldi Deliberador               |        | PRP                               | —                                | 12 de fevereiro de 1929 | 15 de janeiro de 1932                                 | Prefeito nomeado                              |
| 3  | Miguel Correa Pinto                 |        | PRP                               | —                                | 16 de janeiro de 1932   | 27 de fevereiro de 1932                               | Prefeito nomeado                              |
| 4  | Tenente João Ferraz                 |        | PSD                               | —                                | 28 de fevereiro de 1932 | 11 de junho de 1934                                   | Prefeito nomeado                              |
| 5  | Padre Jonas Vaz Santos              |        | PSD                               | —                                | 12 de junho de 1934     | 18 de julho de 1935                                   | Prefeito nomeado                              |
| 6  | Capitão Argemiro Monteiro Wanderley |        | PSD                               | —                                | 19 de julho de 1935     | 7 de setembro de 1936                                 | Prefeito nomeado                              |
| 7  | Antonio Ferreira Pimpão             |        | PSD                               | —                                | 8 de setembro de 1936   | 11 de novembro de 1936                                | Prefeito nomeado                              |
| 8  | Saturnino Borges Teixeira           |        | PSD                               | —                                | 12 de novembro de 1936  | 31 de dezembro de 1937                                | Prefeito eleito                               |
| 9  | Vespertino Ferreira Pimpão          |        | PSD                               | —                                | 1º de janeiro de 1938   | 4 de janeiro de 1944                                  | Prefeito nomeado                              |
| 10 | Anisio Luz                          |        | PSN                               | —                                | 5 de janeiro de 1944    | 26 de fevereiro de 1945                               | Prefeito nomeado                              |
| 11 | Capitão Melchiades S. do Vale       |        | PSN                               | —                                | 27 de fevereiro de 1945 | 3 de setembro de 1945                                 | Prefeito nomeado                              |
| 12 | Gervásio Moralles                   |        | PSN                               | —                                | 4 de setembro de 1945   | 30 de dezembro de 1946                                | Prefeito nomeado                              |
| 13 | João Dias Ayres                     |        | PSN                               | —                                | 31 de dezembro de 1946  | 30 de janeiro de 1948                                 | Prefeito nomeado                              |
| 14 | Éxaro Menck                         |        | PSD                               | —                                | 31 de janeiro de 1948   | 30 de janeiro de 1951                                 | Prefeito eleito em sufrágio universal         |
| 15 | Gervásio Morales                    |        | PSD                               | —                                | 31 de janeiro de 1951   | 30 de janeiro de 1955                                 | Prefeito eleito em sufrágio universal         |
| 16 | Domingos Gonçalves de Paula Filho   |        | PSP                               | —                                | 31 de janeiro de 1955   | 30 de janeiro de 1959                                 | Prefeito eleito em sufrágio universal         |
| 17 | Benedito Silva Giglio               |        | PSD                               | —                                | 31 de janeiro de 1959   | 30 de janeiro de 1963                                 | Prefeito eleito em sufrágio universal         |
| 18 | Amâncio Secco                       |        | PDC                               | —                                | 31 de janeiro de 1963   | 30 de janeiro de 1969                                 | Prefeito eleito em sufrágio universal         |
| 19 | Santo Soriani                       |        | ARENA                             | Mário Zaneta                     | 31 de janeiro de 1969   | 13 de abril de 1970                                   | Prefeito e vice eleitos em sufrágio universal |
| 20 | Mario Zanetta                       |        | ARENA                             | —                                | 14 de abril de 1970     | 31 de janeiro de 1973                                 | Vice-prefeito eleito no cargo de prefeito     |
| 21 | Amâncio Secco                       |        | ARENA                             | Flávio Rizato                    | 31 de janeiro de 1973   | 31 de janeiro de 1977                                 | Prefeito e vice eleitos em sufrágio universal |
| 22 | Amilton Teixeira Martins            |        | MDB                               | Reinaldo Ramos Reis              | 31 de janeiro de 1977   | 31 de janeiro de 1983                                 | Prefeito e vice eleitos em sufrágio universal |
| 23 | José Aparecido Rafaeli              |        | PMDB                              | Ezequiel Baldon                  | 1º de fevereiro de 1983 | 31 de dezembro de 1988                                | Prefeito e vice eleitos em sufrágio universal |
| 24 | Edson Pedro Almeida                 |        | PTB                               | Pascoal Soriani                  | 1º de janeiro de 1989   | 31 de dezembro de 1992                                | Prefeito e vice eleitos em sufrágio universal |
| 25 | José Aparecido Rafaeli              |        | PST                               | Morival Favoreto                 | 1º de janeiro de 1993   | 31 de dezembro de 1996                                | Prefeito e vice eleitos em sufrágio universal |
| 26 | Reinaldo Ramos Reis                 |        | PDT                               | Pascoal Soriani                  | 1º de janeiro de 1997   | 31 de dezembro de 2000                                | Prefeito e vice eleitos em sufrágio universal |
| 26 | Reinaldo Ramos Reis                 | PSDB   | Aleocidio Balzanelo (Tide) (PFL)  | 1º de janeiro de 2001            | 31 de dezembro de 2004  | Prefeito reeleito e vice eleito em sufrágio universal |                                               |
| 27 | Carlos Luís Oporto Castro           |        | PMDB                              | Ezequiel Baldon (PMDB)           | 1º de janeiro de 2005   | 31 de dezembro de 2008                                | Prefeito e vice eleitos em sufrágio universal |
| 28 | Reinaldo Ramos Reis                 |        | PSDB                              | Aleocidio Balzanelo (Tide) (PDT) | 1º de janeiro de 2009   | 31 de dezembro de 2012                                | Prefeito e vice eleitos em sufrágio universal |
| 29 | Aleocidio Balzanelo (Tide)          |        | PT                                | Regina Célia Rafaeli (PPS)       | 1º de janeiro de 2013   | 31 de dezembro de 2016                                | Prefeito e vice eleitos em sufrágio universal |
| 29 | Aleocidio Balzanelo (Tide)          | PDT    | Edson Pedro Almeida Filho (PSC)   | 1º de janeiro de 2017            | 31 de dezembro de 2020  | Prefeito reeleito e vice eleito em sufrágio universal |                                               |
| 30 | Ana Ruth Secco                      |        | PSB                               | José Rogério dos Santos (PSB)    | 1º de janeiro de 2021   | 31 de dezembro de 2024                                | Prefeita e vice eleitos em sufrágio universal |
| 30 | Ana Ruth Secco                      | PL     | Edson Pedro Almeida Filho (União) | 1º de janeiro de 2025            | Atual                   | Prefeita reeleita e vice eleito em sufrágio universal |                                               |